# Elisabeth Görgl
Elisabeth Görgl (Bruck an der Mur, 20. siječnja 1981.) umirovljena je austrijska alpska skijašica.
Osvojila je brončanu medalju na olimpijskim igrama u Vancouveru u spustu, čime je ponovila uspjeh svoje majke Traudl Hecher koja je osvojila dvije brončane olimpijske medalje u spustu na igrama u Squaw Valleyu 1960. i Innsbrucku 1964. godine. Njezin brat Stephan Görgl također je alpski skijaš.

## Pobjede u Svjetskom kupu
| Datum              | Mjesto                | Disciplina      |
| ------------------ | --------------------- | --------------- |
| 28. siječnja 2008. | Maribor               | veleslalom      |
| 15. ožujka 2008.   | Bormio                | veleslalom      |
| 6. prosinca 2009.  | Lake Louise           | superveleslalom |
| 7. siječnja 2012.  | Bad Kleinkirchheim    | spust           |
| 11. siječnja 2014. | Altenmarkt-Zauchensee | spust           |
| 23. siječnja 2014. | Cortina d'Ampezzo     | superveleslalom |

## Vanjske poveznice
- Službena stranica
- Statistika FIS-a